# R. Kelly
R. Kelly (sinh ngày 8 tháng 1 năm 1967) là một ca sĩ hip hop và R&B, nhạc sĩ, và thỉnh thoảng là một rapper và nhà sản xuất đĩa nhạc người Mỹ. R. Kelly bắt đầu nổi tiếng vào năm 1991 sau khi phát hành đĩa đơn "She Got That Vibe" từ album đầu tay Born Into The 90's.

## Hầu toà
R. Kelly từng bị buộc tội cố ý lây nhiễm bệnh lây truyền qua đường tình dục cho một số người tố cáo, hối lộ, bắt cóc, cưỡng bức lao động và sản xuất phim khiêu dâm trẻ em. Trước đó, ông đã phủ nhận bất kỳ cáo buộc về những hành vi sai trái của mình. R. Kelly trước đó đã được trắng án về tội khiêu dâm trẻ em trong một phiên tòa năm 2008 ở Chicago.
Theo truyền thông đưa tin, bản án từ Thẩm phán Ann M. Donnelly được đưa ra sau khi nam ca sĩ bị tuyên có tội trở lại vào tháng 9/2021 với tất cả chín tội danh, trong đó bao gồm buôn bán tình dục và xâm hại tình dục trẻ em.

## Các album đã phát hành
- 12 Play (1993)
- R. Kelly (1995)
- R. (1998)
- TP-2.com (2000)
- Chocolate Factory (2003)
- Happy People/U Saved Me (2004)
- TP.3 Reloaded (2005)
- Double Up (2007)
- Untitled (2009)
- Love Letter (2010)
- Write Me Back (2012)
- Black Panties (2013)
- The Buffet (2015)
- 12 Nights of Christmas (2016)